# Athemistus cristatus
Athemistus cristatus là một loài bọ cánh cứng trong họ Cerambycidae.